# Історія Північної Кореї
Історія КНДР — складова частина з історії Кореї, яка охоплює період з кінця Другої світової війни й до сьогодні.

## Утворення КНДР
У 1945 звільнений від японського панування Корейський півострів був розділений на зони впливу США і СРСР. Північна частина півострова знаходилась під радянським контролем.
Корейська Народно-Демократична Республіка (КНДР) була утворена 9 вересня 1948. Попри те, що в країні були сильні позиції місцевих комуністів, Радянський Союз вирішив поставити на посаду глави держави людину, яка провела роки війни в СРСР (тієї ж тактики СРСР дотримувався і в Східній Європі). У лютому 1946 року корейський комуніст Кім Ір Сен став главою Тимчасового народного комітету Північної Кореї, що у 1948 році змінила КНДР. Потім Кім Ір Сен став прем'єр-міністром нової держави, а в 1972 — президентом. Реальна влада була зосереджена в руках Трудової партії Кореї (ТПК), на чолі з генеральним секретарем Кім Ір Сеном.

## Перші роки
Політична влада була монополізована ТПК починаючи з перших років існування нової держави. У господарстві була встановлена планова економіка і в 1946 році оголошена націоналізація, в результаті якої 70 % виробництва потрапило під контроль держави. До 1949 року цей відсоток зріс до 90 %. Відтоді практично вся промисловість, внутрішня і зовнішня торгівля перебуває під контролем держави.
На сільське господарство уряд у перші роки вело наступ більш обережно. У 1946 році земля була перерозподілена на користь дрібних і бідних селянських господарств, а в 1954 році почалася колективізація, яка завершилася в 1958. Після цього всі селяни країни стали працювати в сільськогосподарських кооперативах.
Як і у всіх післявоєнних комуністичних державах, у КНДР уряд почав активно вкладати кошти у важку промисловість, державну інфраструктуру і ВПК на шкоду виробництву товарів народного споживання і сільському господарству. У період з 1946 по 1959 рік частка промисловості в економіці країни зросла з 47 % до 70 % попри руйнівні наслідки війни з Південною Кореєю. Значно зросла вироблення електрики, виробництво сталі й машинобудування. Були введені трирічні плани, на зразок радянських п'ятирічок.
У результаті індустріалізації населення країни досить швидко оговталося від наслідків війни. Рівень життя в КНДР у повоєнні роки ріс швидше, ніж у Південній Кореї, попри відставання у виробництві товарів народного споживання.

## Корейська війна
Кім Ір Сен не міг змиритися з поділом Кореї на дві держави. Консолідація навколо уряду Лі Син Мана на півдні та придушення там повстання в жовтні 1948 поклали кінець очікуванням північнокорейських лідерів об'єднання країни через революцію в Південній Кореї, і з 1949 року Кім Ір Сен почав шукати допомоги з боку СРСР і Китаю в організації військової кампанії проти Південної Кореї. До того часу з території південного сусіда пішли майже всі американські війська, залишивши його практично незахищеним.
Спочатку Сталін ігнорував прохання Кім Ір Сена, але перемога комуністів у Китаї та успішні випробування радянської ядерної зброї змусили його переглянути своє рішення. У травні 1950 року Кремлем було дано зелене світло операції проти Південної Кореї. Радянські військові радники брали участь у розробці плану нападу, а колишні радянські офіцери навчали військовому мистецтву армію КНДР. Проте з самого початку Сталін ясно дав зрозуміти, що прямого втручання у конфлікт з боку СРСР не буде в жодному разі.
КНДР атакувала Південну Корею 25 червня 1950. Користуючись ефектом раптовості, війська Північної Кореї досить швидко захопили Сеул і просунулися далеко вглиб півострова. Незабаром їм довелося відступити під натиском сил ООН, ведених американцями. До жовтня було відвойовано Сеул, а Пхеньян захоплено. Кім Ір Сен і уряд країни були евакуйовані в Китай. Здавалося, що розгром північнокорейської армії був близький, однак у справу втрутилася армія Китаю, яка відкинула війська союзників на південь, відвоювавши Пхеньян і знову захопивши Сеул у січні 1951 року. У березні того ж року сили ООН відбили Сеул і відсунули північнокорейські війська на північ у район сучасної демілітаризованої зони. Після цього лінія фронту стабілізувалася на довгий час і в 1953 році стала межею поділу двох держав.
Після війни Кім Ір Сен встановив у КНДР абсолютну диктатуру, засновану на зміцненні військової могутності та власному авторитеті. Лідер південнокорейських комуністів Пак Хон Ен був звинувачений в тому, що південнокорейський народ не підтримав північан, і страчений в 1956 році. Багато з південнокорейських лівих, що співчували КНДР у 1945—1953 роках, також були арештовані, страчені або потрапили до в'язниць.

## Повоєнні роки
Трирічний план 1954—1956 років повернув промисловість КНДР на довоєнний рівень. За ним пішли п'ятирічний план 1957—1961 і семирічний план 1961—1967 років. У ці роки КНДР продовжувала нарощувати промислову потужність, хоча сільське господарство перебувало в стагнації, все більше ставав розрив між містом і селом.
У політичному сенсі становище КНДР погіршилося через розрив між Китаєм і СРСР, який почався в 1960 році. Відносини між Північною Кореєю та СРСР погіршилися, а Кім Ір Сен був звинувачений у підтримці Китаю. Результатом стало різке скорочення військової та фінансової підтримки з боку Радянського Союзу. Однак на ділі Кім Ір Сен підтримував далеко не всі ініціативи Мао Цзедуна, зокрема Культурна революція була оголошена ним небезпечною та такою, що дестабілізувала ситуацію в регіоні.
Як альтернативу Кім Ір Сен розробив ідею чучхе («опора на власні сили»). Гасло, що застосовувалося з кінця 50-х років, стало державною ідеологією, замінивши ідею марксизму-ленінізму. Чучхе — політика, передбачає розв'язання всіх внутрішніх проблем виключно власними силами.
На повоєнні роки припадає розквіт культу особистості Кім Ір Сена.

## Правління Кім Чен Іра
Кім Ір Сен помер у 1994 році, і його наступником став син, Кім Чен Ір. Його призначення було зумовлено ще на початку 80-х років при активному сприянні міністра оборони Про Чин Ву. Кім Чен Ір зайняв пост генерального секретаря ТПК та голови національного оборонного комітету. Пост президента країни залишився вакантним.
Під час правління Кім Чен Іра економіка країни продовжувала стагнувати. У період з 1996 по 1999 рік у КНДР був сильний голод, від якого, за різними оцінками, загинуло 1.5-3 мільйона осіб. Економіка країни залишається ізольованою, а на військові потреби витрачають суми, що дорівнюють чверті ВВП. Майже все працездатне чоловіче населення у віці 18-30 років служить в армії, тоді як промисловість перебуває в занепаді.
Згідно зі звітом Міжнародної Амністії, в КНДР 2003 року близько 13 мільйонів осіб (60 % населення країни) страждало від недоїдання. 2001 року КНДР від США, Південної Кореї, Японії та ЄС отримала продовольства на суму понад 300 мільйонів доларів. Крім того, постачання йшли з боку ООН та неурядових організацій.
17 грудня 2011 року Кім Чен Ір помер.

## Правління Кім Чен Ина
Наступником Кім Чен Іра став його син Кім Чен Ин, якому на той час було 27 або 28 років. Його підготовка до вступу на посаду батька почалася з 2009 року.
Зважаючи на молодий вік нового диктатора, а також на те, що він виріс у добу інформаційної революції, багато експертів очікують змін у політиці КНДР внутрішній та зовнішній.
На початку 2013 року британська газета The Daily Mail повідомила, що в КНДР почався голод, і з двох південних провінцій були вилучені всі залишки продуктів з метою сталого забезпечення харчами Пхеньяну. Внаслідок голоду загинуло близько 10 тисяч осіб, і зафіксовані випадки канібалізму.